# ليبرتانغو
ليبرتانغو

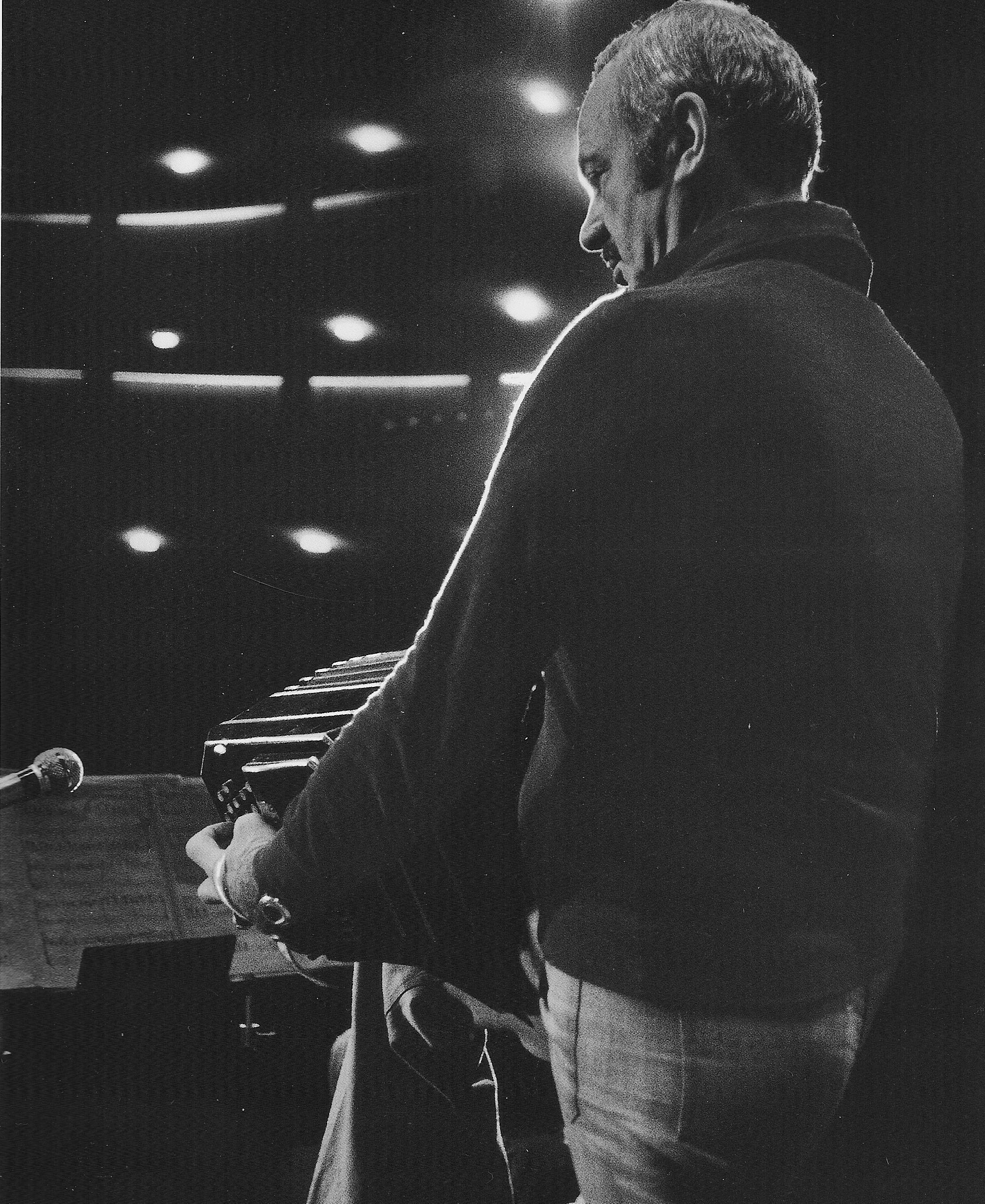
أستور بيازولا

ليبرتانغو (بالإنجليزية: libertango)‏، هي مقطوعة موسيقية من وضع مؤلف التانغو آستور بيازولا، صدرت في عام 1974. وعنوان المقطوعة مزج لغوي (نحت) من كلمتي"libertad" وهي كلمة إسبانية تعني «الحرية» وتانغو (Tango)، مما يرمز إلى تحول بيازولا من «التانغو الكلاسيكي» إلى «التانغو نيفو» (التانغو الجديد).

## الانتشار
تستخدم أغنية غريس جونز «رأيت ذلك الوجه من قبل» الموسيقى نفسها المستخدمة في مقطوعة ليبرتانغو. كما استخدمت المقطوعة الموسيقية نفسها فرقة «جاز مندولين بروجكت» في أغنية «تانغو الأدغال»، وكذلك «غاي مرشان» في أغنية Moi je suis tango (أنا التانغو)، و«كاتي كوفاش» في أغنية «هيفلاك». وفي عام 2002، ظهر تسجيل جديد لمقطوعة الليبرتانغو في ألبوم«تألَّق»، وهو الألبوم الثاني لفرقة «بوند» الوترية الرباعية، وهي فرقة بريطانية أسترالية تمزج بين الموسيقى الكلاسيكية والشعبية. وعزف مقطوعة الليبرتانغو عازف الجيتار المشهور «ألدي ميولا» في ألبومه «الحب الكبير»، الذي صدر في عام 2000، واستخدمها أيضا عازف التشيلو العالمي الشهير «يو يو ما» في ألبومه «روح التاغو: موسيقى آستور بيازولا»، الذي صدر في عام 1997. كما استخدمت فقرة من مقطوعة الليبرتانغو كموسيقا تصويرية في إعلان «تاروت» الخاص بسيارات فولفو S60 من فئة السيارات الفخمة الصغيرة.